# 디디콩
디디콩(영어: Diddy Kong)은 마리오 시리즈에 등장하는 원숭이 캐릭터이다. 동키콩과 파트너로 나온다.

## 등장
데뷔작은 동키콩 컨트리이다. 이 후 마리오 카트 더블 대시!!에도 등장하고, 마리오 카트 Wii, 대난투 스매시브라더스 X와 같이 많은 작품에 출연하고 있다.

## 성우
성우는 2004년부터 카츠미 스즈키가 맡고 있다.